# Liste der Biografien/Els
Liste der Biografien |
Portal Biografien |
Personensuche
# |
A |
B |
C |
D |
E |
F |
G |
H |
I |
J |
K |
L |
M |
N |
O |
P |
Q |
R |
S |
T |
U |
V |
W |
X |
Y |
Z |
?
 
Ea |
Eb |
Ec |
Ed |
Ee |
Ef |
Eg |
Eh |
Ei |
Ej |
Ek |
El |
Em |
En |
Eo |
Ep |
Eq |
Er |
Es |
Et |
Eu |
Ev |
Ew |
Ex |
Ey |
Ez
 
Ela |
Elb |
Elc |
Eld |
Ele |
Elf |
Elg |
Elh |
Eli |
Elj |
Elk |
Ell |
Elm |
Eln |
Elo |
Elp |
Elr |
Els |
Elt |
Elu |
Elv |
Elw |
Ely |
Elz
Die Liste der Biografien führt alle Personen auf, die in der deutschsprachigen Wikipedia einen Artikel haben. Dieses ist eine Teilliste mit 341 Einträgen von Personen, deren Namen mit den Buchstaben „Els“ beginnt.

## Els
- Els, Ernie (* 1969), südafrikanischer GolferErnie Els (* 1969)

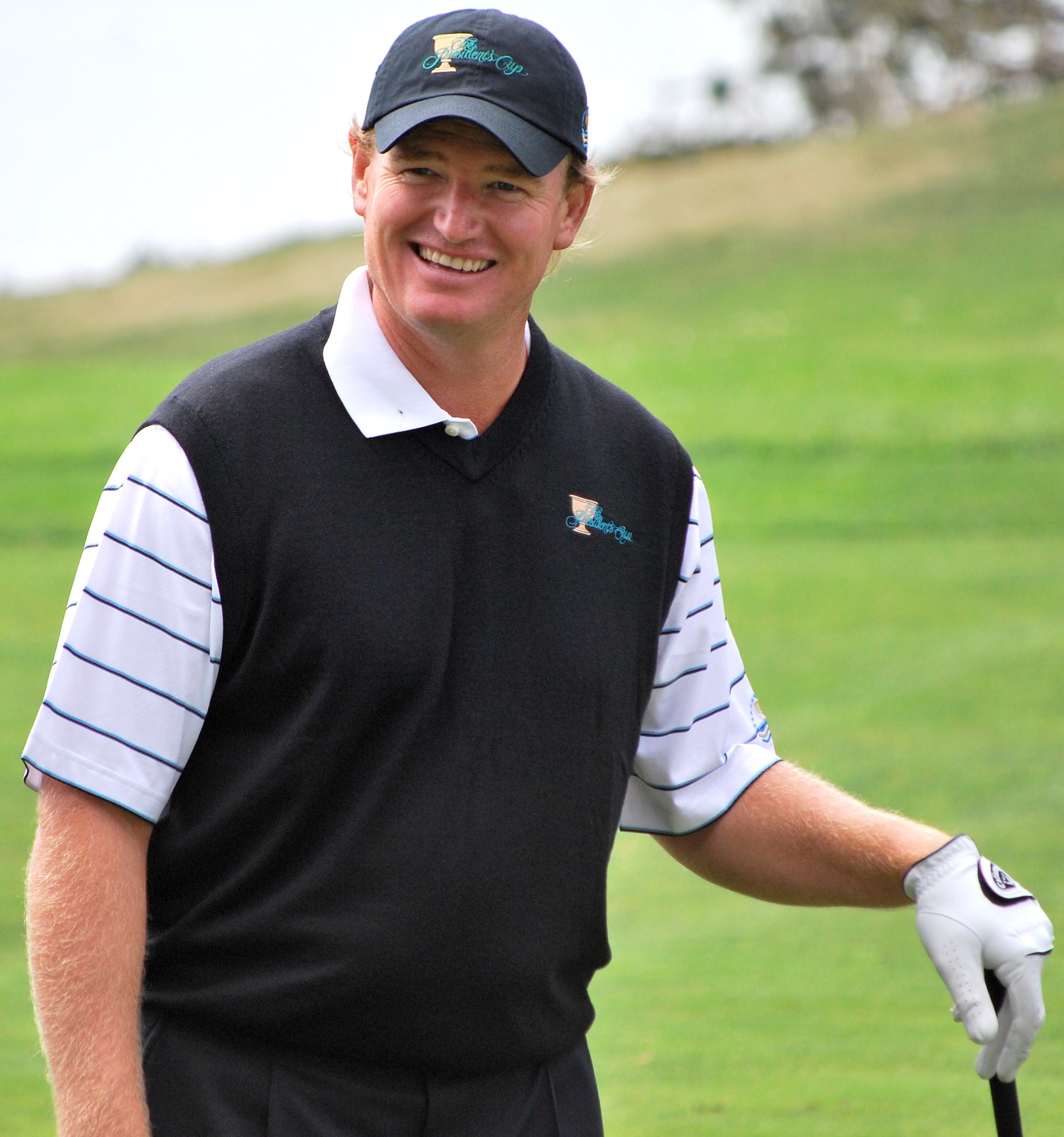
Ernie Els (* 1969)

- Els, Maria (* 1956), deutsche Verwaltungsjuristin, Regierungspräsidentin von Oberbayern

### Elsa
- Elsa aus Kamen, Opfer der Hexenprozesse in Hamm
- Elsa Lára Arnardóttir (* 1975), isländische Politikerin (Fortschrittspartei)
- Elsa Nielsen (* 1974), isländische Badmintonspielerin
- Elsa, Gilberto (1938–1985), italienischer Schwimmer
- Elsa, Karl Ludwig d’ (1849–1922), sächsischer Generaloberst
- Elsa, Pedro (* 1901), argentinischer Leichtathlet
- Elsaesser, Edward J. (1904–1983), US-amerikanischer Politiker
- Elsaesser, Martin (1884–1957), deutscher Architekt und Hochschullehrer
- Elsaesser, Thomas (1943–2019), deutscher Filmwissenschaftler
- ElSaffar, Amir (* 1977), US-amerikanischer Jazzmusiker und Komponist
- Elsaghe, Yahya (* 1960), Schweizer Germanist
- Elsaim, Nisreen, sudanesische Klimaaktivistin und Bürgerrechtlerin
- Elsamni, Osama (* 1988), japanischer Fußballspieler
- Elsani, Anita (* 1972), deutsche Filmproduzentin
- Elsas, Benedikt (1816–1876), württembergischer Weber und Unternehmer jüdischen Glaubens
- Elsas, Christoph (* 1945), deutscher evangelischer Theologe und Religionsgeschichtler
- Elsas, Dennis, US-amerikanischer Radiomoderator
- Elsas, Fritz (1890–1945), deutscher Politiker und Widerstandskämpfer
- Elsas, John (1851–1935), deutscher Maler
- Elsas, Martin (1872–1939), deutscher Kaufmann und Unternehmer
- Elsas, Max (1858–1942), deutscher Unternehmer und Stadtrat in Ludwigsburg
- Elsas, Moritz J. (1881–1952), deutsch-britischer Nationalökonom
- Elsaß, Gustav (1881–1947), deutscher Designer
- Elsässer, Antonellus (1930–2014), römisch-katholischer Franziskaner und Theologe
- Elsasser, Carl (1822–1911), deutscher Kommunalpolitiker, Abteilungsleiter im Reichspostamt, Mitglied des kaiserlichen Patentamtes
- Elsässer, Carl Gottlieb (1817–1885), deutsch-australischer Komponist und Musikpädagoge
- Elsässer, Christian (* 1983), deutscher Jazzmusiker und FilmkomponistChristian Elsässer (* 1983)

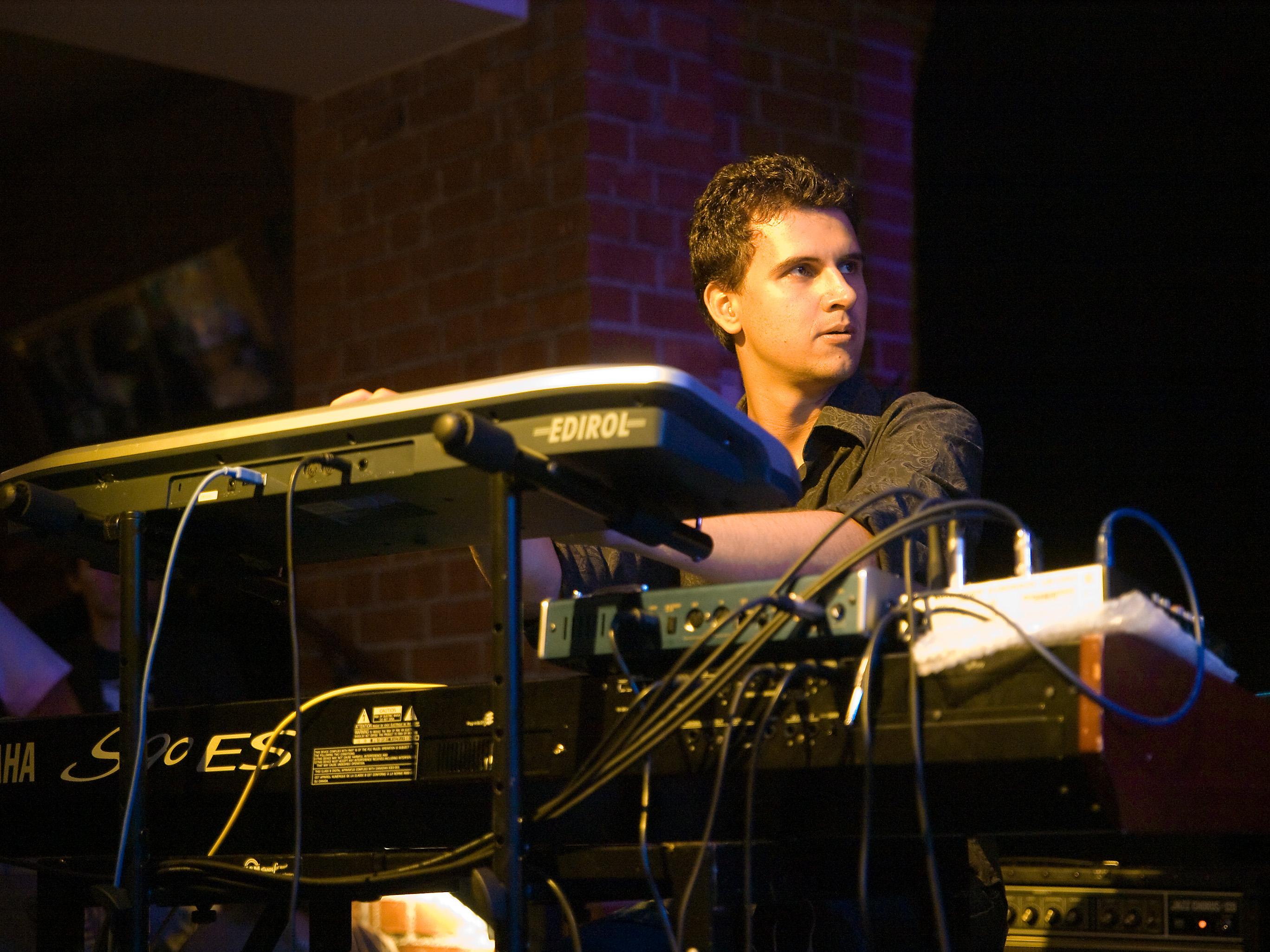
Christian Elsässer (* 1983)

- Elsässer, Emil (1846–1924), Schweizer Politiker und Unternehmer
- Elsasser, Friedrich August (1810–1845), deutscher Maler
- Elsässer, Gert (* 1949), österreichischer Skeletonpilot
- Elsässer, Günter (1907–1999), deutscher Mediziner und Hochschullehrer
- Elsässer, Hans (1929–2003), deutscher Astronom
- Elsässer, Hubert (1934–2009), deutscher Bildhauer
- Elsäßer, Johannes (* 1994), deutscher Volleyballspieler
- Elsasser, Julius Albert (1814–1859), deutscher Landschaftsmaler
- Elsässer, Jürgen (* 1957), deutscher Journalist und politischer AktivistJürgen Elsässer (* 1957)

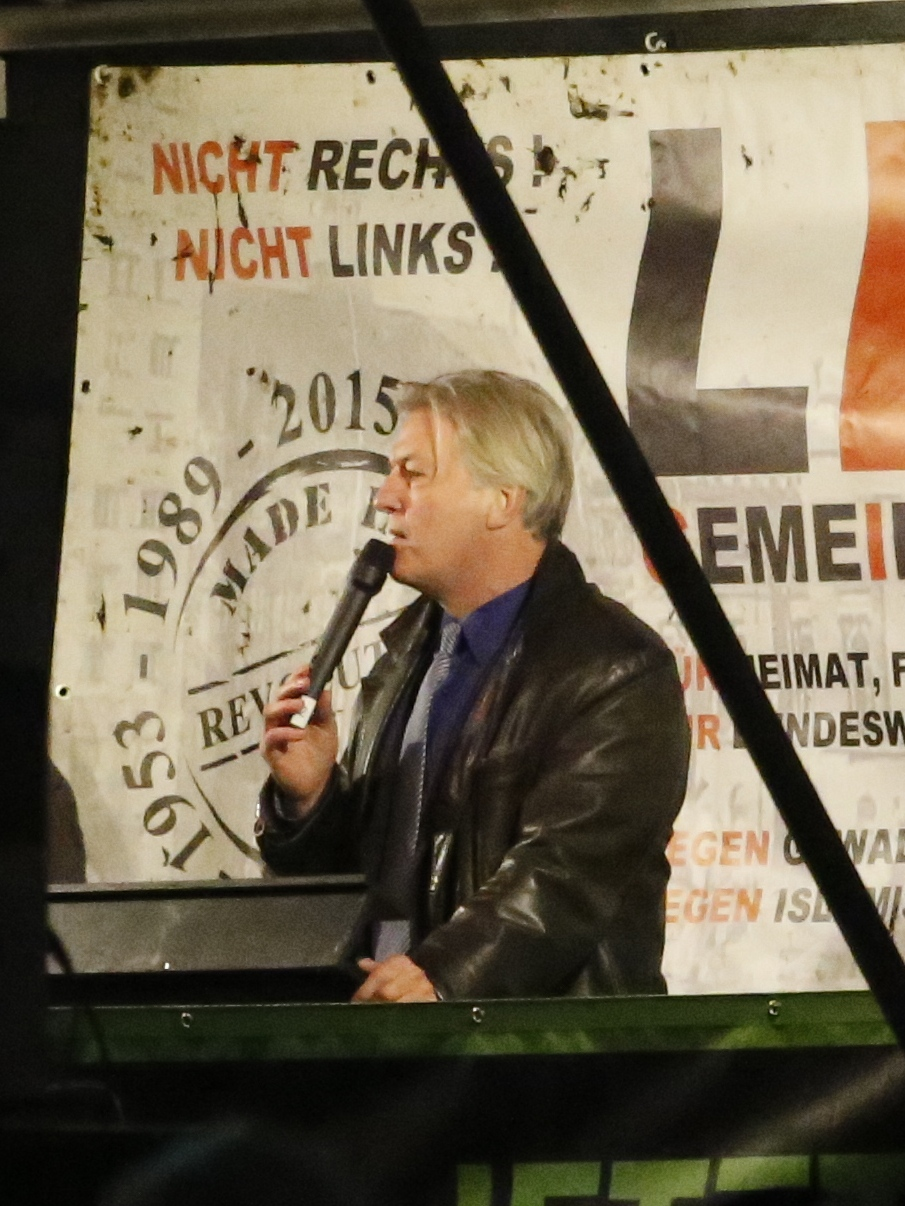
Jürgen Elsässer (* 1957)

- Elsäßer, Karl Friedrich (1746–1815), deutscher Rechtswissenschaftler
- Elsäßer, Karl Ludwig (1808–1874), deutscher Mediziner
- Elsässer, Karl von (1850–1932), deutscher Jurist
- Elsasser, Kurt (* 1967), österreichischer Schlagersänger
- Elsässer, Lisa (* 1951), Schweizer Autorin
- Elsässer, Louis (* 2004), deutscher Handballspieler
- Elsässer, Markus (* 1956), Manager und Buchautor
- Elsässer, Martin (* 1933), deutscher Botschafter
- Elsässer, Oskar (1885–1965), deutscher Zeichner, Grafiker und Maler
- Elsässer, Regine (* 1946), deutsche Übersetzerin und Stiftungsgründerin
- Elsäßer, Sigmund (1898–1971), deutscher Richter, Präsident des Bayerischen Verfassungsgerichtshofes
- Elsässer, Simon (* 1981), deutscher Biochemiker
- Elsässer, Thomas (* 1957), deutscher Experimentalphysiker und Hochschullehrer
- Elsäßer, Tobias (* 1973), deutscher Kinder- und Jugendbuchautor, Sänger und Songwriter
- Elsässer, Utz (1927–2021), deutscher Filmarchitekt und Szenenbildner beim Fernsehen
- Elsasser, Walter (1904–1991), deutsch-amerikanischer Physiker
- Elsässer, Xavier (1805–1871), Schweizer Politiker
- Elsayad, Mahmoud (* 1993), ägyptischer Badmintonspieler
- Elsayed, Fady (* 1993), britischer Schauspieler
- Elsayed, Mohamed (* 1973), ägyptischer Boxer

### Elsb
- Elsbach, Ferdinand (1864–1931), deutscher Unternehmer
- Elsberg, Marc (* 1967), österreichischer BestsellerautorMarc Elsberg (* 1967)

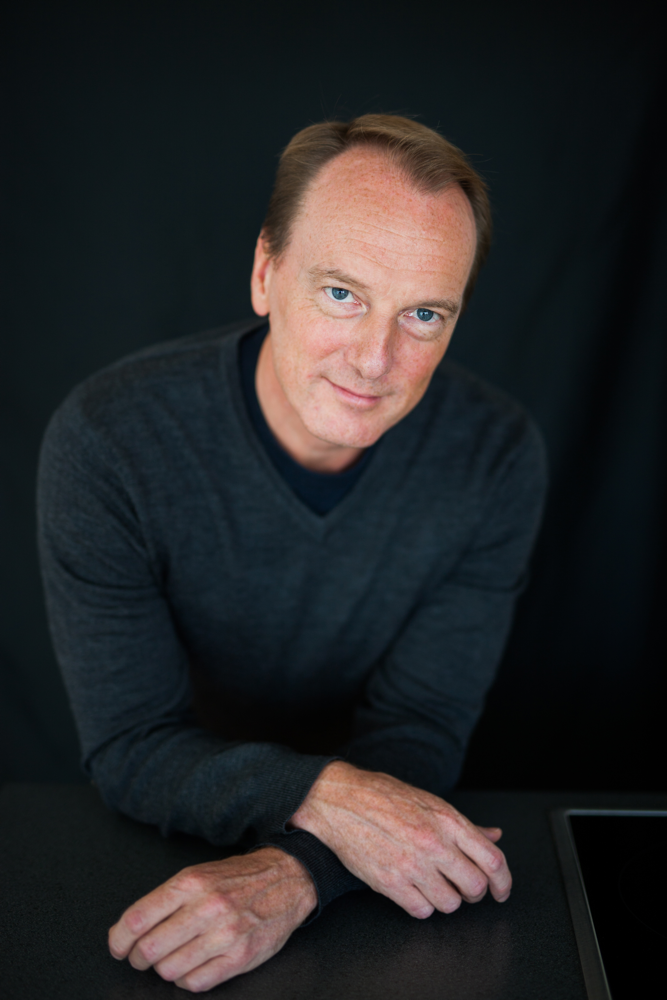
Marc Elsberg (* 1967)

- Elsbeth Stagel, Schweizer Nonne und später Priorin des Dominikanerinnenklosters Töss
- Elsbeth, Thomas, deutscher Komponist
- Elsbett, Ludwig (1913–2003), deutscher Ingenieur, Erfinder des Elsbett-MotorLudwig Elsbett (1913–2003)

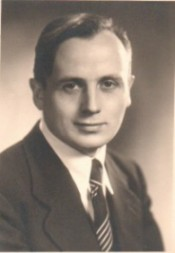
Ludwig Elsbett (1913–2003)

### Elsc
- Elscheidt, Nikolaus (1835–1874), deutscher Bildhauer
- Elschen, Rainer (* 1951), deutscher Wirtschaftswissenschaftler
- Elschenbroich, Christoph (* 1939), deutscher Chemiker
- Elschenbroich, Donata (* 1944), deutsche Pädagogin und Sachbuchautorin
- Elschenbroich, Harald (* 1941), deutscher Tennisspieler
- Elschner, Bruno (1924–2009), deutscher Physiker, Hochschullehrer an der TH Darmstadt
- Elschner, Christina, deutsche Wirtschaftswissenschaftlerin
- Elschner, Curt (1876–1963), deutscher Hotelier und Gastronom
- Elschner, Horst (1939–2000), deutscher Physiker und Elektrotechniker
- Elschnig, Anton (1863–1939), österreichischer Ophthalmologe und Augenchirurg
- Elschot, Reinhold (* 1951), deutscher Filmproduzent

### Elsd
- Elsdon, Alan (1934–2016), britischer Trompeter und Flügelhornist des Traditional Jazz
- Elsdörfer, Ulrike (* 1953), deutsche evangelische Theologin, Philosophin, Pastoralpsychologin und Hochschullehrerin

### Else
- Else, Dirk (* 1977), deutscher Skispringer
- Else, Gerald Frank (1908–1982), US-amerikanischer Klassischer Philologe
- Else, Hermann (1834–1901), deutscher Lehrer und Autor
- Else, Jon (* 1944), US-amerikanischer Filmregisseur, Filmproduzent, Drehbuchautor, Kameramann und Dokumentarfilmer
- Elselehdar, Marwa, ägyptische Schiffsoffizierin
- Elsemann, Dirk (* 1977), deutscher Kirchenmusiker
- Elsen, Christian (* 1966), luxemburgischer Radrennfahrer
- Elsen, Christophorus (1890–1976), deutscher, katholischer Priester und Abt der Trappistenabtei Mariawald
- Elsen, Eva-Maria ten (* 1937), deutsche Schwimmsportlerin
- Elsen, Frans (1934–2011), niederländischer Jazz-Pianist, Vibraphonist, Arrangeur und Komponist
- Elsen, Franz-Michael (1906–1980), deutscher Politiker (CSU), MdL Bayern
- Elsen, Kathy (* 1984), belgische Politikerin
- Elsen, Paul van (1901–1988), deutscher Unternehmer
- Elsen, Wolf van (* 1940), deutscher Reiseunternehmer und Buchautor
- Elsenbruch, Sigrid, deutsche Psychologin und Hochschullehrerin
- Elsendoorn, Arnica (1947–2015), niederländische Schauspielerin und Tänzerin
- Elsener, Carl (1886–1950), Schweizer Unternehmer und Schwyzer Kantonsrat
- Elsener, Carl junior (* 1958), Schweizer Unternehmer
- Elsener, Carl senior (1922–2013), Schweizer Unternehmer
- Elsener, Ferdinand (1912–1982), Schweizer Rechtshistoriker
- Elsener, Karl (1860–1918), Schweizer Messerschmied und Unternehmer
- Elsener, Karl (1934–2010), Schweizer Fussballspieler
- Elsener, Michael (* 1985), Schweizer KabarettistMichael Elsener (* 1985)

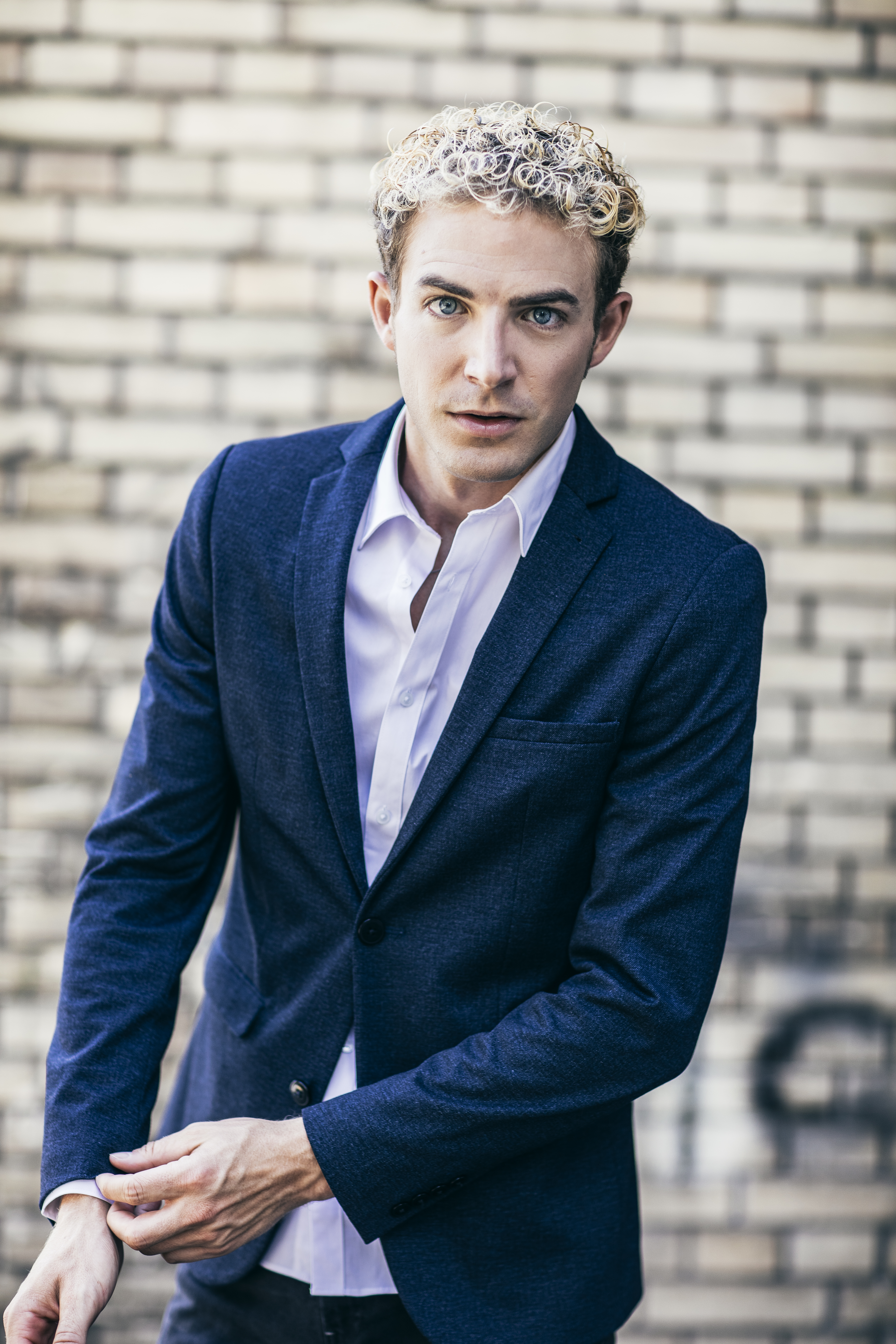
Michael Elsener (* 1985)

- Elsener, Patricia (1929–2019), US-amerikanische Wasserspringerin
- Elsener, Regula (* 1975), Schweizer Journalistin, Buchautorin und TV-Moderatorin
- Elsener, Ruedi (* 1953), Schweizer Fussballspieler
- Elsenfawi, Ahmed (* 2002), ägyptischer Radsportler
- Elsenhans, Ernst (1815–1849), badischer Revolutionär
- Elsenhans, Hartmut (1941–2024), deutscher Politologe und Ökonom
- Elsenhans, Johannes (1867–1936), deutscher Verwaltungsjurist
- Elsenhans, Lynn, US-amerikanische Managerin, Chefin des Unternehmens Sunoco
- Elsenhans, Theodor (1862–1918), deutscher Philosoph, Psychologe und Pädagoge
- Elsenheimer, Christoph († 1589), bayerischer Hofkanzler, Hofrat und geheimer Rat, sowie salzburgischer Rat und Assessor am Reichskammergericht
- Elsenheimer, Christoph Ulrich (1561–1630), bayerischer Hofkammerpräsident
- Elsenwenger, Jakob (* 1992), österreichischer Schauspieler
- Elser, Frank (* 1958), deutscher Fußballspieler
- Elser, Georg (1903–1945), deutscher Kunstschreiner und Widerstandskämpfer gegen den NationalsozialismusGeorg Elser (1903–1945)

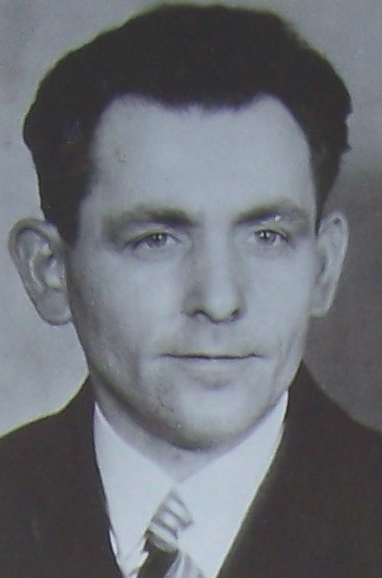
Georg Elser (1903–1945)

- Elser, Gerrit (* 1970), deutscher Politiker
- Elser, Jesse (* 1999), kanadischer Volleyballspieler
- Elser, Konrad (* 1957), deutscher Pianist und Hochschullehrer
- Elser, Manuela (* 1993), österreichische Schriftstellerin und 3D-Grafikerin
- Elser, Marga (* 1945), deutsche Politikerin (SPD), MdB
- Elser, Oliver (* 1972), deutscher Architekt, Architekturkritiker und Kurator
- Elser, Petra (* 1953), deutsche Terroristin und ein ehemaliges Mitglied der ETA
- Elser, Viktor (1893–1979), österreichischer Bierbrauer und Politiker (SPÖ, KPÖ), Landtagsabgeordneter, Abgeordneter zum Nationalrat
- Elsevier, Aegidius († 1651), niederländischer Buchhändler und Kaufmann
- Elsevier, Bonaventura (1583–1652), niederländischer Buchhändler und Buchdrucker
- Elsevier, Isaac (1596–1651), niederländischer Verleger und Drucker
- Elsevier, Louis (1540–1617), niederländischer Buchbinder und Buchhändler
- Elsevier, Matthys († 1640), niederländischer Buchhändler und Buchdrucker
- Elsey, Dave (* 1967), britischer Maskenbildner
- Elsey, Jordan (* 1994), australischer Fußballspieler

### Elsh
- Elshafei, Yassin (* 2001), ägyptischer Squashspieler
- Elshahed, Elsayed Mohammad (* 1945), ägyptischer Religionspädagoge
- Elshar, Adam (* 1994), US-amerikanischer Schauspieler
- Elsheimer, Adam († 1610), deutscher MalerAdam Elsheimer († 1610)

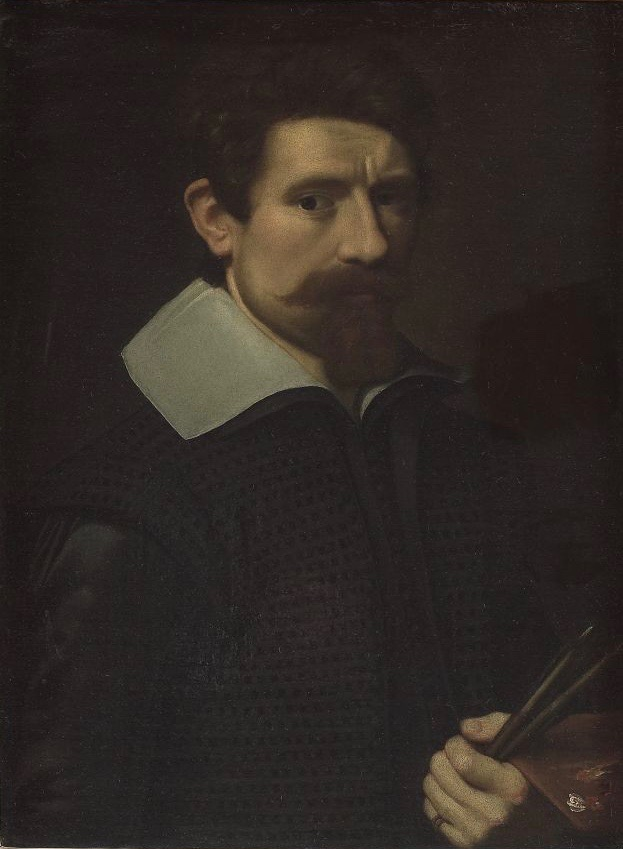
Adam Elsheimer († 1610)

- Elshemy, Yasser Hassan Farag, ägyptischer Diplomat
- Elsherbini, Mohamed (* 1992), ägyptischer Squashspieler
- Elsherif, Manuel (* 1991), deutscher Synchronsprecher, Schauspieler und Sprecherzieher
- Elshoecht, Jean-Jacques (1791–1856), französischer Bildhauer
- Elshof, Ralf (* 1962), niederländischer Radrennfahrer
- Elshoff, Matthew (* 1955), US-amerikanischer römisch-katholischer Ordensgeistlicher, Weihbischof in Los Angeles
- Elsholtz, Arne (1944–2016), deutscher Schauspieler, Synchronsprecher und Synchronregisseur
- Elsholtz, Edith (1930–2004), deutsche Schauspielerin und Synchronsprecherin
- Elsholtz, Franz von (1791–1872), deutscher Dichter und Schriftsteller
- Elsholtz, Johann Sigismund (1623–1688), deutscher Arzt, Botaniker, Alchemist, Autor
- Elsholtz, Ludwig (1805–1850), deutscher Maler
- Elsholtz, Peter (1907–1977), deutscher Schauspieler und Regisseur
- Elsholz, Andreas (* 1972), deutscher Schauspieler und Sänger
- Elsholz, Kurt (1914–1976), deutscher Fußballspieler
- Elsholz, Uwe (* 1968), deutscher Pädagoge
- Elshorbagy, Marwan (* 1993), englisch-ägyptischer Squashspieler
- Elshorbagy, Mohamed (* 1991), englisch-ägyptischer Squashspieler
- Elshorst, Hansjörg (* 1938), deutscher Soziologe
- Elshtain, Jean Bethke (1941–2013), US-amerikanische Philosophin und Politikwissenschaftlerin
- Elshuber, August (1890–1956), österreichischer Politiker (HB), Abgeordneter zum Nationalrat

### Elsi
- Elsie, Lily (1886–1962), englische Schauspielerin und Sängerin
- Elsie, Robert (1950–2017), kanadischer Albanologe
- Elsig, Johanna (* 1992), deutsche FußballspielerinJohanna Elsig (* 1992)

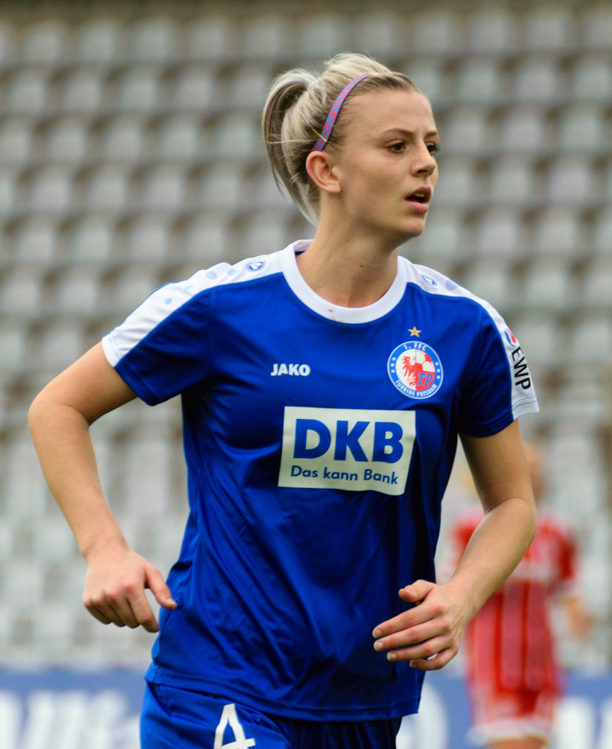
Johanna Elsig (* 1992)

- Elsing, Sibylla (* 1996), deutsche Koloratursopranistin niederländisch-norwegischer Abstammung
- Elsing, Siegfried (* 1950), deutscher Wirtschaftsjurist
- Elsinger, Milli, österreichische Theaterschauspielerin

### Elsk
- Elskamp, Max (1862–1931), belgischer Dichter französischer Sprache
- Elsken, Ed van der (1925–1990), niederländischer Photograph und Filmemacher
- Elskis, Marion (* 1960), deutsche Synchronsprecherin, Schauspielerin und Musikerin

### Elsl
- Elsler, Helmut (1911–1969), deutscher Ökonom und Staatssekretär (Nordrhein-Westfalen)

### Elsm
- Elsmore-Sautter, Patricia (* 1979), Schweizer Eishockeyspielerin

### Elsn
- Elsneg, Dieter (* 1990), österreichischer Fußballspieler
- Elsner von Gronow, Berengar (1903–1981), deutscher Politiker (NSDAP), Bürgermeister von Swinemünde
- Elsner von Gronow, Berengar (* 1978), deutscher Politiker (AfD), MdBBerengar Elsner von Gronow (* 1978)

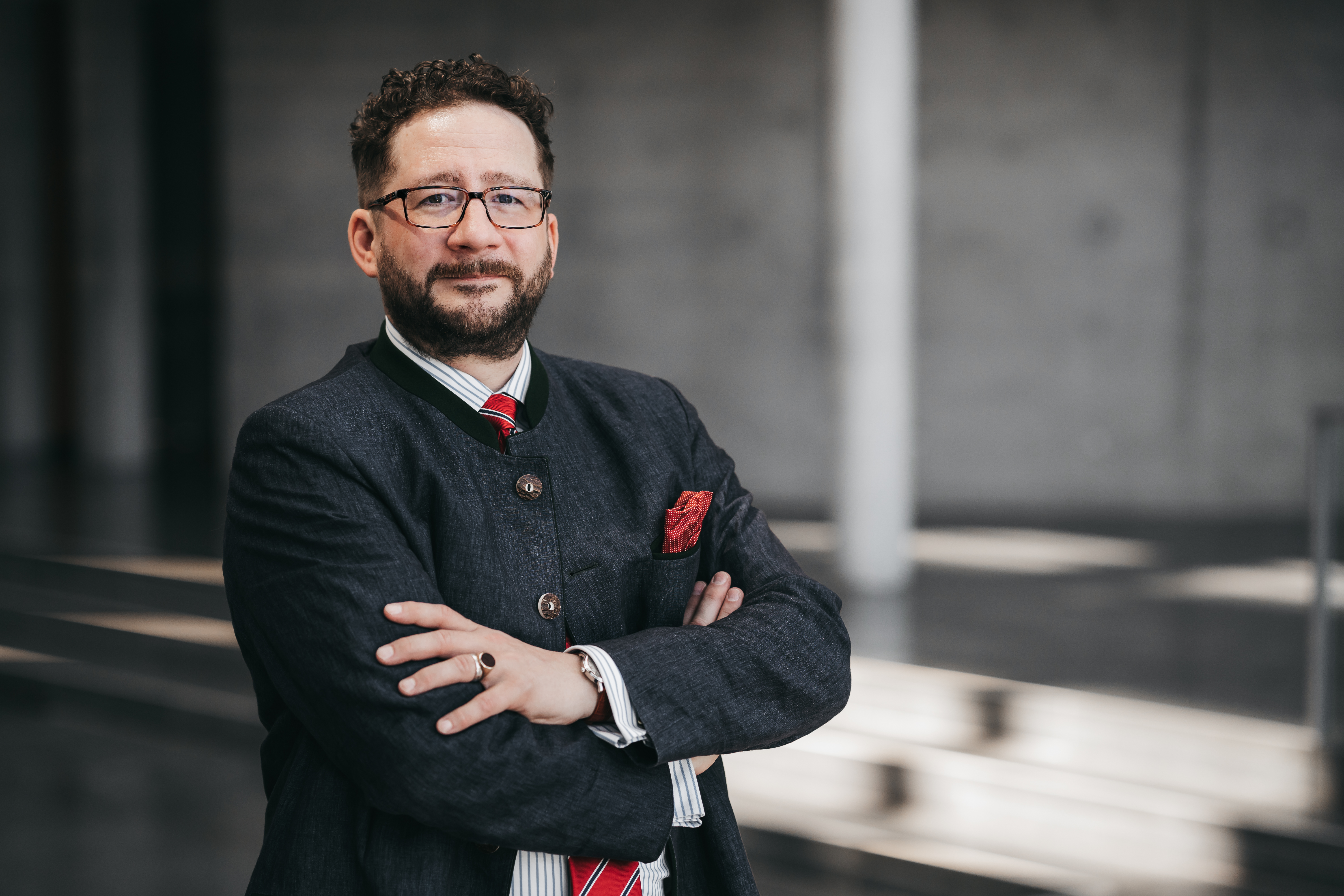
Berengar Elsner von Gronow (* 1978)

- Elsner von Gronow, Julian (1834–1910), preußischer Verwaltungsjurist und Landrat
- Elsner von Gronow, Karl Heinrich Ferdinand (1788–1873), königlich-preußischer Geheimer Obertribunalrat
- Elsner, Alexander (1881–1945), deutscher Bauingenieur und Kommunalpolitiker
- Elsner, Bartholomäus (1596–1662), deutscher lutherischer Theologe, Sprachwissenschaftler und Orientalist
- Elsner, Bernhard (1927–2017), deutscher Generalmajor im Ministerium für Staatssicherheit (MfS) der DDR
- Elsner, Branko (1929–2012), jugoslawischer bzw. slowenischer Sportpädagoge und Fußballtrainer
- Elsner, Christian (* 1965), deutscher Opernsänger (Tenor) und Gesangspädagoge
- Elsner, Christoph Friedrich (1749–1820), deutscher Mediziner
- Elsner, Daniel (* 1979), deutscher Tennisspieler
- Elsner, Daniela (* 1971), deutsche Anglistin, Didaktikerin und Hochschullehrerin
- Elsner, David (* 1992), deutscher Eishockeyspieler
- Elsner, Edeltraut (1936–2017), deutsche Schauspielerin, Kabarettistin und Synchronsprecherin
- Elsner, Erich (1911–1985), deutscher Bildhauer
- Elsner, Ferdinand Friedrich Joachim von (1743–1806), preußischer Generalmajor
- Elsner, Franz (1898–1978), österreichischer Maler
- Elsner, Frederik (* 1986), grönländischer Badmintonspieler und Musiker
- Elsner, Georg (1874–1945), deutscher Verleger
- Elsner, Georg (1887–1949), deutscher Politiker (SPD, ASPD), Minister in Sachsen
- Elsner, Georg von (1861–1939), deutscher Meteorologe
- Elsner, Gerhard (1930–2017), deutscher Maler und Graphiker
- Elsner, Gine (* 1943), deutsche Arbeitsmedizinerin, Soziologin, Hochschullehrerin und Autorin
- Elsner, Gisbert Matthias (1698–1775), deutscher reformierter Theologe
- Elsner, Gisela (1937–1992), deutsche Schriftstellerin
- Elsner, Günter (1916–1992), deutscher Politiker (CDU)
- Elsner, Hannelore (1942–2019), deutsche Schauspielerin, Synchronsprecherin und AutorinHannelore Elsner (1942–2019)

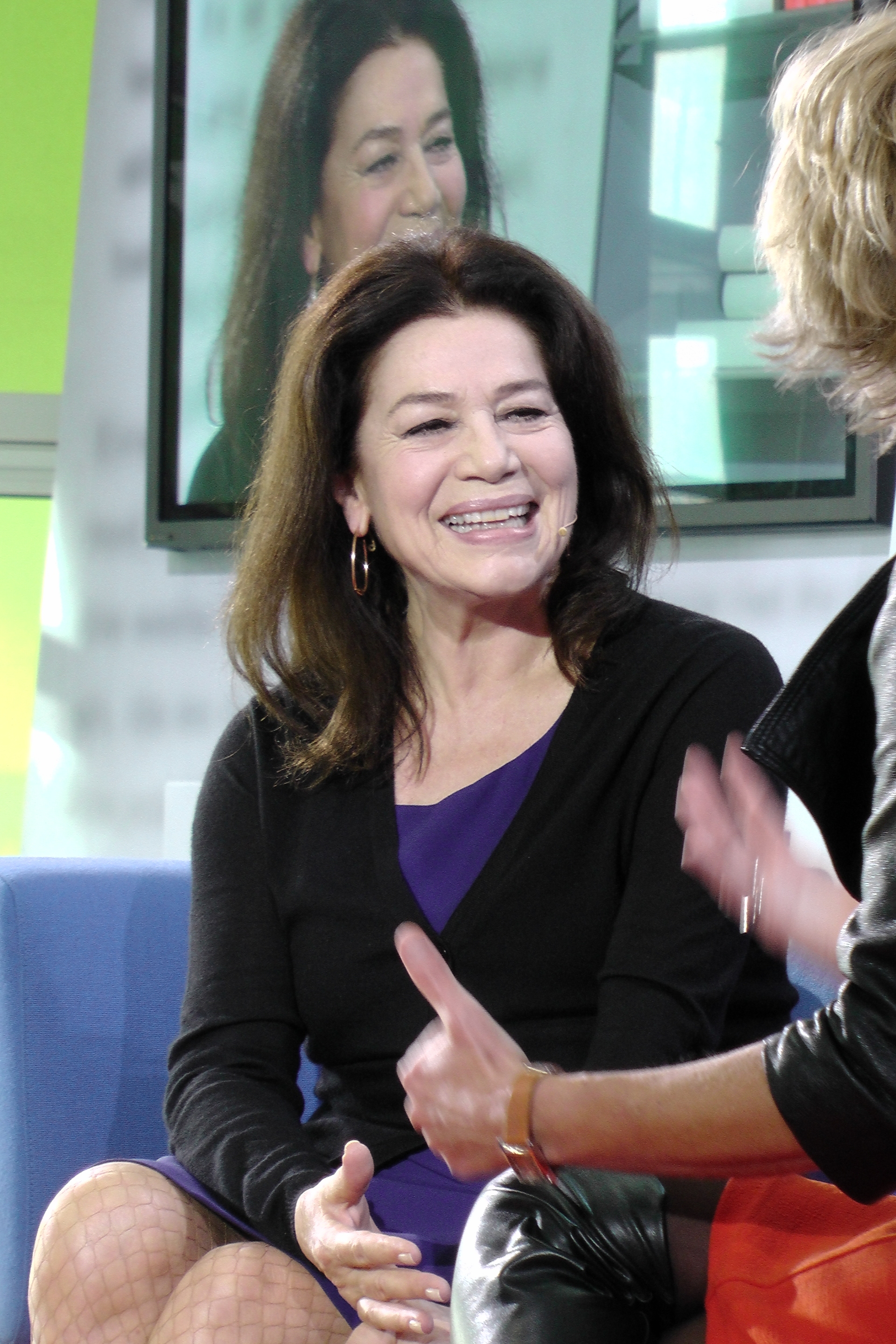
Hannelore Elsner (1942–2019)

- Elsner, Hans (1923–2021), deutscher Pädagoge
- Elsner, Heinrich (1867–1960), deutscher Politiker (Zentrumspartei), MdAH und MdL Preußen
- Elsner, Helmut (1935–2022), österreichischer Manager
- Elsner, Ilse (1910–1996), deutsche Volkswirtin, Journalistin und Politikerin (SPD), MdB, MdEP
- Elsner, Jakob († 1517), deutscher Maler
- Elsner, Jakob (1692–1750), deutscher lutherischer Theologe
- Elsner, Jaś (* 1962), britischer Kunsthistoriker
- Elsner, Joachim Georg (1642–1676), deutscher Mediziner, Stadtphysikus in Breslau
- Elsner, Johann Gottfried (1784–1869), Landwirt, Schafzüchter, Autor
- Elsner, Joseph (1769–1854), Komponist
- Elsner, Joseph junior (1879–1970), deutscher Architekt, Kirchenausstatter und Dekorationsmaler
- Elsner, Joseph senior (1845–1933), Architekt und Kirchenausstatter, Gemeindebevollmächtigter des Münchner Magistrats
- Elsner, Jürgen (* 1932), deutscher Musikethnologe
- Elsner, Karl Christian von (1755–1815), preußischer Generalleutnant und Kommandant von Wittenberg
- Elsner, Karl Friedrich von (1739–1808), preußischer Generalleutnant, Chef des Regiments Gensdarmes
- Elsner, Klaus (1928–2012), deutscher Pädagoge und Politiker (DBD), MdV
- Elsner, Linda (* 1988), deutsche Schauspielerin
- Elsner, Luc (* 2004), deutscher Fußballspieler
- Elsner, Ludwig (* 1939), deutscher Mathematiker
- Elsner, Luka (* 1982), slowenischer Fußballspieler
- Elsner, Maria (* 1905), deutsch-ungarische Opernsängerin (Mezzosopran)
- Elsner, Marko (1960–2020), slowenischer Fußballspieler
- Elsner, Markus (* 1970), deutscher Dirigent und Kammermusiker
- Elsner, Martin (1900–1971), deutscher Landwirt und Politiker (NSDAP, später GB/BHE), MdB
- Elsner, Michael (* 1964), deutscher Politiker (PDS), MdL
- Elsner, Moritz (1809–1894), deutscher Gymnasiallehrer, Journalist und demokratischer Parlamentarier in der preußischen Nationalversammlung
- Elsner, Norbert (1917–2001), deutscher Ingenieur und Hochschullehrer (Thermodynamik)
- Elsner, Norbert (1940–2011), deutscher Neurobiologe
- Elsner, Oscar von (1822–1881), deutscher Politiker
- Elsner, Peter (1956–2022), deutscher Ingenieur
- Elsner, Petra (* 1947), deutsche Politikerin (SPD), MdL
- Elsner, Petra (* 1953), deutsche Autorin und Malerin
- Elsner, Regina (* 1979), deutsche römisch-katholische Theologin
- Elsner, Richard von (1913–2003), deutscher Maschinenbauingenieur und Hochschullehrer
- Elsner, Rok (* 1986), slowenischer Fußballspieler
- Elsner, Samuel (1778–1856), deutscher Kaufmann, prägende Persönlichkeiten der Berliner Erweckungsbewegung
- Elsner, Sławomir (* 1976), deutsch-polnischer Künstler
- Elsner, Stephan (* 1955), deutscher Künstler
- Elsner, Sylvius Ernst Karl Joachim von (1783–1851), preußischer Kammerherr und Landrat
- Elsner, Tim (* 1984), deutscher Volleyballspieler
- Elsner, Ulrike (* 1965), deutsche Managerin, Vorstandsvorsitzende des Verbandes der Ersatzkassen (VDEK)
- Elsner, Veronika (* 1952), deutsche Schriftgestalterin
- Elsner, Vinzenz (* 1861), sudetendeutscher Lehrer und Heimatforscher
- Elsner, Walter (1901–1945), deutscher Kommunalpolitiker und Parteifunktionär (NSDAP)
- Elsner, Waltraud (* 1930), deutsche Ehrenamtlerin
- Elsner, Werner (1899–1977), deutscher Kommunalpolitiker der NSDAP
- Elsner, Wilhelm (1869–1903), mährischer Opernsänger (Tenor)
- Elsner, Wincenty (* 1955), polnischer Politiker (Ruch Palikota), Mitglied des Sejm
- Elsner, Wolfram (* 1950), Ökonom und Hochschullehrer
- Elsner-Schwintowsky, Dagmar (1939–1997), deutsche Grafikerin und Illustratorin
- Elsner-Solar, Christa (* 1946), deutsche Politikerin (SPD), MdL
- Elsnerová, Andrea (* 1977), tschechische Schauspielerin
- Elšnik, Timi Max (* 1998), slowenischer Fußballspieler
- Elsnitz, Anton von (1746–1825), österreichischer Feldmarschallleutnant
- Elsnitz, Josef (1914–1978), österreichischer Landesbediensteter und Politiker, Landtagsabgeordneter und Landesrat der Steiermark

### Elso
- Elsom, Allan (1925–2010), neuseeländischer Rugby-Union-Spieler
- Elsom, Isobel (1893–1981), britische Schauspielerin
- Élson (* 1981), brasilianischer Fußballspieler
- Elson, Andrea (* 1969), US-amerikanische Schauspielerin
- Elson, Anita (* 1974), norwegische Badmintonspielerin
- Elson, Callum (* 1998), britischer Mittelstreckenläufer
- Elson, Diane (* 1946), britische Ökonomin und Soziologin
- Elson, Edward Elliot (* 1934), US-amerikanischer Manager und Diplomat, Botschafter in Dänemark
- Elson, Francisco (* 1976), niederländischer Basketballspieler
- Elson, Karen (* 1979), britisches Model und Singer-Songwriterin
- Elson, Peter (1947–1998), englischer Illustrator, Maler und Grafiker
- Elson, Rebecca (1960–1999), kanadische Astronomin und Dichterin
- Elson, Steve (* 1953), amerikanischer Jazz- und Fusionmusiker (Saxophone, Flöten, Komposition)

### Elsp
- Elspaß, Sirka (* 1995), deutsche Autorin

### Elss
- Elssbiay, Mamdouh (* 1984), ägyptischer BodybuilderMamdouh Elssbiay (* 1984)

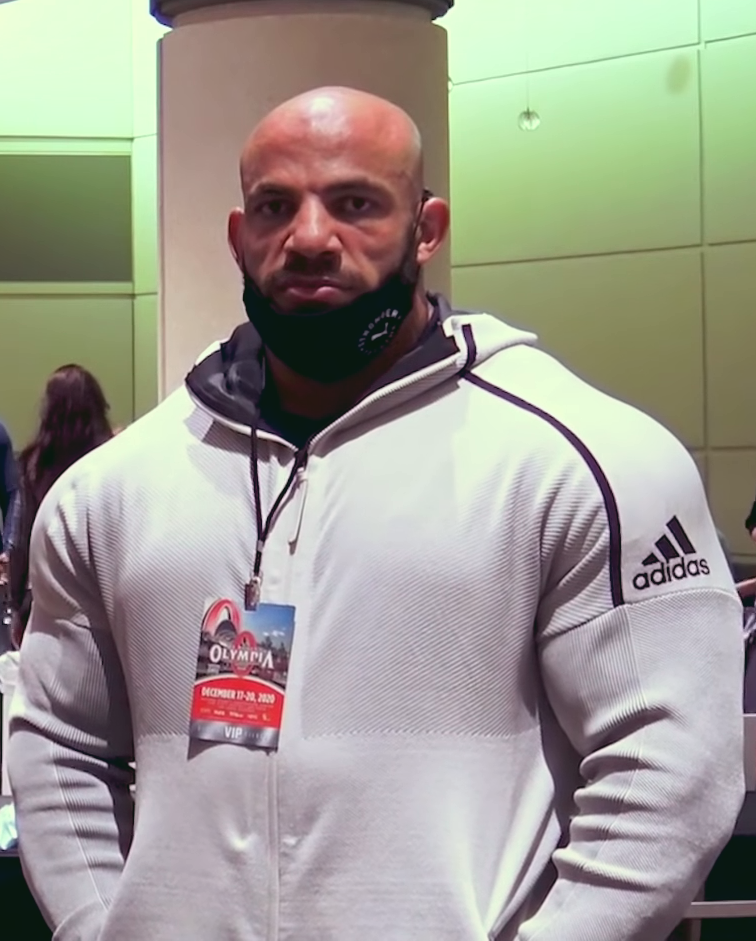
Mamdouh Elssbiay (* 1984)

- Elsschot, Willem (1882–1960), flämischer Schriftsteller
- Elßenwenger, Paul (1875–1950), österreichischer Landschaftsmaler
- Elßler, Fanny (1810–1884), österreichische Tänzerin
- Elßler, Therese (1808–1878), Tänzerin
- Elßmann, Claus (* 1968), deutscher Schauspieler, TV-Autor, Kameramann und TV-Produzent
- Elßner, Thomas R. (* 1961), deutscher katholischer Theologe

### Elst
- Elst, Cornelis Van Der (1928–2021), niederländischer Eisschnellläufer
- Elst, Eric Walter (1936–2022), belgischer Astronom
- Elst, Franky Van der (* 1961), belgischer Fußballspieler und -trainer
- Elst, Janne (* 1989), belgische Badmintonspielerin
- Elst, Koenraad (* 1959), belgischer Autor
- Elst, Wolfgang van (* 1962), deutscher Holzschnitzer, Bildhauer und Medailleur
- Elstad, Anne Karin (1938–2012), norwegische Schriftstellerin
- Elstak, Nedly (1931–1989), niederländischer Jazzmusiker (Trompete, Piano, Komposition)
- Elstak, Paul (* 1966), niederländischer MusikproduzentPaul Elstak (* 1966)

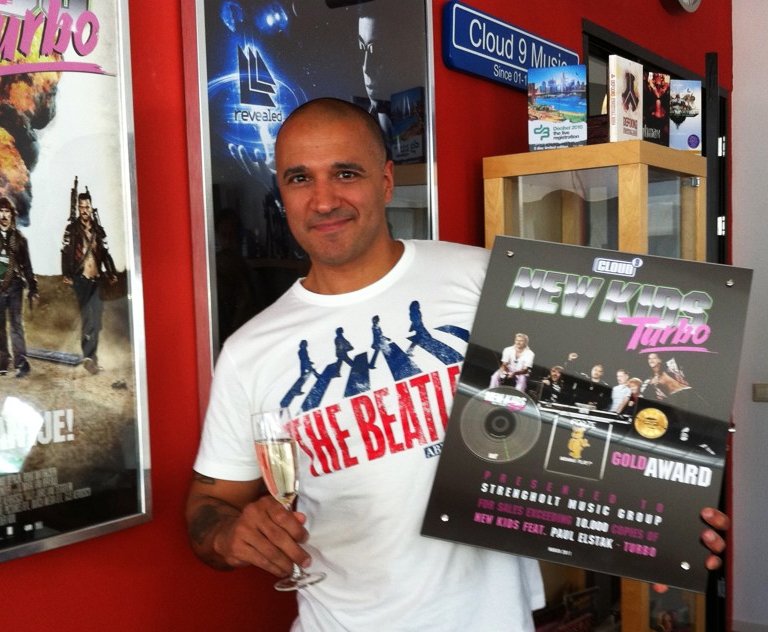
Paul Elstak (* 1966)

- Elste, Günter (* 1949), deutscher Politiker (SPD), MdHB
- Elste, Martin (* 1952), deutscher Musikwissenschaftler und Diskologe
- Elste, Otto (1854–1918), deutscher Sanitätsoffizier der Kaiserlichen Marine
- Elste, Rainer (* 1970), deutscher Wirtschaftswissenschaftler und Unternehmensberater
- Elste, Wilfried (* 1939), deutscher Schauspieler und Hörspielsprecher
- Elster, Alexander (1877–1942), deutscher Jurist und Verlagsdirektor
- Elster, Botho Henning (1894–1952), deutscher Generalmajor im Zweiten Weltkrieg
- Elster, Carl Theodor (1876–1962), deutscher lutherischer Geistlicher, Landessuperintendent
- Elster, Christen (1763–1833), norwegischer Politiker und Beamter
- Elster, Curt-Christian (1902–1974), deutscher Sozialpädagoge und Politiker (LDP in der SBZ)
- Elster, Else (1910–1998), deutsche Schauspielerin
- Elster, Ernst (1860–1940), deutscher Schriftsteller und Germanist
- Elster, Ernst (1893–1964), deutscher Maler und Lithograf
- Elster, Frank-Steffen (* 1976), deutscher Chorleiter
- Elster, Gottlieb (1867–1917), deutscher Bildhauer und Leiter der Weimarer Bildhauerschule und Gießerei
- Elster, Hanns Martin (1888–1983), deutscher Schriftsteller und Herausgeber
- Elster, Hans-Joachim (1908–2001), deutscher Limnologe
- Elster, Harald (* 1952), deutscher Steuerberater und Wirtschaftsprüfer
- Elster, Johann Daniel (1796–1857), deutscher Musikpädagoge und Chorleiter
- Elster, Jon (* 1940), norwegisch-US-amerikanischer Soziologe
- Elster, Julius (1854–1920), deutscher Lehrer und Physiker
- Elster, Karl August von (1734–1802), preußischer Generalmajor und zuletzt Kommandant von Cosel
- Elster, Kristian der Jüngere (1881–1947), norwegischer Schriftsteller, Literaturkritiker und Literaturhistoriker
- Elster, Kristian Mandrup (1841–1881), norwegischer Schriftsteller
- Elster, Ludwig (1856–1935), deutscher Nationalökonom und Hochschulreferent
- Elster, Otto (1852–1922), deutscher Schriftsteller
- Elster, Peter, böhmischer Unternehmer, Farbmacher, Blaufarbenwerksbesitzer und einer der Rebellenführer im Nordböhmischen Bauernaufstand von Neudek (1680)
- Elster, Peter (1913–1990), deutscher Jurist, Oberkreisdirektor, Landschaftspräsident
- Elster, Pola (1911–1944), Untergrundaktivistin und Widerstandskämpferin
- Elster, Rudolf (1820–1872), deutscher Historien- und Kirchenmaler
- Elster, Ruth (1913–2002), deutsche Krankenpflegerin
- Elster, Siegmar (1823–1891), deutscher Ingenieur und Unternehmer
- Elster, Thea (1930–2025), deutsche Schauspielerin und Hörspielsprecherin
- Elster, Theodor (* 1948), deutscher Kommunalpolitiker und Jurist
- Elster, Toni (1861–1948), deutsche Malerin
- Elstermann von Elster, Hugo (1859–1945), preußischer Generalleutnant und deutscher General der Infanterie
- Elstermann, Gustav (1839–1923), Verleger
- Elstermann, Knut (* 1960), deutscher Filmkritiker, Moderator, Regisseur und Drehbuchautor
- Elsterová, Petra (* 1973), tschechische Snowboarderin
- Elstner, Enya (* 1997), deutsche Schauspielerin und Singer-Songwriterin
- Elstner, Erich (1910–1972), deutscher Schauspieler und Regisseur
- Elstner, Frank (* 1942), deutscher FernsehshowmasterFrank Elstner (* 1942)

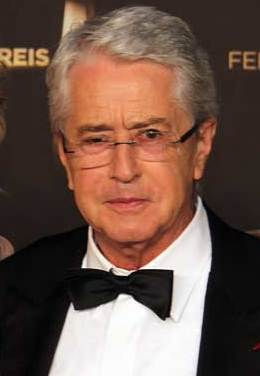
Frank Elstner (* 1942)

- Elstner, František Alexander (1902–1974), tschechoslowakischer Schriftsteller und Journalist
- Elstner, Helga (1924–2012), deutsche Politikerin (SPD), MdHB
- Elstner, Josef (1915–1980), deutscher Wirtschaftsfunktionär (DDR)
- Elstner, Peter (1940–2021), österreichischer Sportredakteur und Journalist
- Elstner, Reinhold (1920–1995), deutscher Nationalist und politisch motivierter Selbstmörder
- Elstner, Rudolf (1893–1966), deutscher Schachspieler und Schachschriftsteller
- Elstner, Thomas (* 1971), deutsch-luxemburgischer Fernsehproduzent und Moderator
- Elstner, Willi (1908–1959), deutscher Parteifunktionär (SED) der DDR
- Elstner-Oertel, Josefa (1888–1969), deutsche Bibliothekarin und Märchenerzählerin
- Elstob, Elizabeth (1683–1756), frühe Gelehrte der altenglischen Sprache
- Elston Kabis, Dorothy Andrews (1917–1971), US-amerikanische Regierungsbeamtin
- Elston, Charles H. (1891–1980), US-amerikanischer Politiker (Republikanische Partei)
- Elston, Dutch (1918–1989), US-amerikanischer American-Football-Spieler und -Trainer
- Elston, Gerhard (1924–1992), US-amerikanischer evangelischer Verbandsfunktionär
- Elston, John A. (1874–1921), US-amerikanischer Politiker
- Elston, Lindsay (* 1992), US-amerikanische Fußballspielerin
- Elstrodt, Jürgen (* 1940), deutscher Mathematiker
- Elstrup, Lars (* 1963), dänischer Fußballspieler

### Elsw
- Elswich, Johann Hermann von (1684–1721), deutscher lutherischer Theologe
- Elswig, Wilhelm von (1613–1680), deutscher Kaufmann und Ratsherr der Hansestadt Lübeck
- Elswit, Robert (* 1950), US-amerikanischer Kameramann
- Elsworthy, John (1931–2009), walisischer Fußballspieler
- Elswyk, Peter van (* 1974), kanadisch-niederländischer Basketballspieler